# Lepidodexia boraceana
Lepidodexia boraceana är en tvåvingeart som beskrevs av Guilherme A.M.Lopes och Tibana 1984. Lepidodexia boraceana ingår i släktet Lepidodexia och familjen köttflugor. Inga underarter finns listade i Catalogue of Life.